# Pristiophorus schroederi
Pristiophorus schroederi är en fisk i familjen såghajar som förekommer i västra Atlanten.
Pristiophorus schroederi liknar andra såghajar i utseende. Den har en långsmal och avplattad nos med tänder på varje sida. Av tänderna ligger 13 par före och 10 par efter skäggtömmarna (en per sida). Kroppen är på ovansidan gråaktig och på undersidan vitaktig. Flera mer eller mindre tydliga bruna strimmor kan förekomma. Hos ungar är främre delen av ryggfenan svartaktig och mellan de större tänderna finns vanligen en mindre tand.
Arten är känd från två skilda utbredningsområden öster om Florida samt väster om Bahamas. Individer registrerades mellan 440 och 640 meter under havsytan.
De största exemplaren var 81 cm långa. Hos andra släktmedlemmar utvecklas ungarna utanför honans livmoder med hjälp av en gulesäck. Troligen har Pristiophorus schroederi samma fortplantningssätt. Vid födelsen är ungarna cirka 30 cm långa. En kull har 7 till 17 ungar.
Fiske på arten eller bifångst under fiske på andra djur är inte dokumenterade. IUCN listar arten med kunskapsbrist (DD).